# راولفياوات
راولفياوات (الاسم العلمي: Rauvolfioideae) هي أسرة نباتية تتبع فصيلة الدفلية من رتبة الجنطيانيات.

## قبائل
تحتوي هذه الأسرة النباتية على تسعة قبائل نباتية منها:
- الكاريساوية

## أجناس
تحتوي هذه الأسرة النباتية على تسعة وثلاثين جنسا مختلفا موزعة على تسع قبائل نباتية منها:
- الراولفية
- الكاريس
- الثبيرة